# 群馬県の観光地

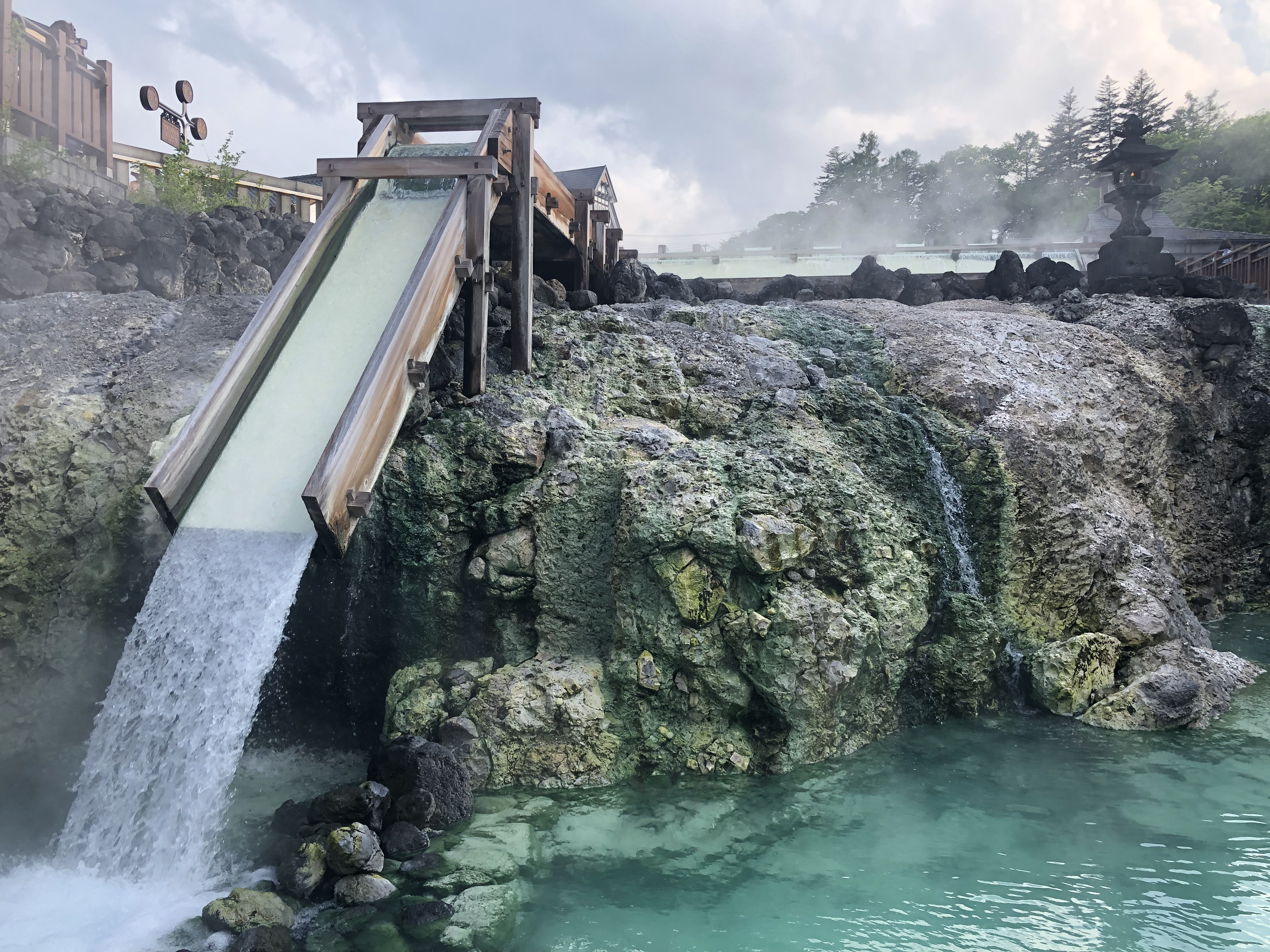
草津温泉

群馬県の観光地（ぐんまけんのかんこうち）は、群馬県内の主要な観光地に関する項目である。

## 対象別

### 文化財等

#### 世界遺産
- 富岡製糸場と絹産業遺産群
  - 富岡製糸場
  - 田島弥平旧宅
  - 高山社跡
  - 荒船風穴

- 富岡製糸場
- 高山社跡
- 荒船風穴

#### 国宝建築
- 旧富岡製糸場 3棟（繰糸所、東置繭所、西置繭所）（富岡市）

#### 国の名勝
- 吾妻峡
- つつじが岡公園
- 三波石峡
- 吹割渓ならびに吹割瀑
- 妙義山
- 楽山園

- 吾妻峡
- つつじが岡公園
- 吹割渓ならびに吹割瀑
- 妙義山

#### 特別天然記念物
- 浅間山熔岩樹型
- 尾瀬

- 尾瀬

#### 重要伝統的建造物群保存地区
- 桐生新町（桐生市）
- 六合赤岩（中之条町）

- 桐生新町
- 六合赤岩

#### 重要文化的景観
- 利根川・渡良瀬川合流域の水場景観

#### 重要文化財・史跡・登録有形文化財等
特別史跡
- 金井沢碑
- 山上碑および古墳
- 多胡碑

- 碓氷第三橋梁
- 桐生明治館
- 岩宿遺跡
- 多胡碑

#### 文化施設
博物館・美術館
水族館
- 水産学習館

- 群馬県立歴史博物館
- 向井千秋記念子ども科学館
- 群馬県立近代美術館
- みどり市立富弘美術館

### 公園等

#### 国立・国定・国営公園
- 国立公園
  - 日光国立公園
  - 尾瀬国立公園
  - 上信越高原国立公園
- 国定公園
  - 妙義荒船佐久高原国定公園

- 尾瀬国立公園
(至仏山)
- 上信越高原国立公園
(草津白根山)
- 妙義荒船佐久高原国定公園
(荒船山)

#### ラムサール条約登録地域
- 芳ヶ平湿地群
- 尾瀬
- 渡良瀬遊水地

#### 県立自然公園
なし。ただし、群馬県では自然公園法制定前から整備していた以下の3か所を「自然公園的な性格を持った県立公園」として紹介している。
- 県立赤城公園
- 県立榛名公園
- 県立妙義公園

#### 県営都市公園
- 敷島公園
- 群馬の森
- 金山総合公園
- 観音山ファミリーパーク
- 多々良沼公園

- 敷島公園
- 群馬の森
- 金山総合公園

#### 大型公園・動物園・植物園・遊園地
大型公園
動物園・植物園・遊園地
- 桐生が岡動物園
- 群馬サファリパーク
- ジャパンスネークセンター
- 草津熱帯圏
- ぐんまフラワーパーク
- 華蔵寺公園遊園地
- るなぱあく
- 渋川スカイランドパーク
- 桐生が岡遊園地

- 前橋公園
- 波志江沼環境ふれあい公園
- ぐんまフラワーパーク
- 桐生が岡遊園地

#### 恋人の聖地
- ロックハート城
- 安中 磯部温泉
- 天空回廊 上野スカイブリッジ
- 青龍山 吉祥寺

- ロックハート城

### 祭事・行事
- 前橋まつり（前橋市）
- 前橋七夕まつり（前橋市）
- 前橋初市まつり（前橋市）
- 大胡祇園まつり（前橋市）
- 樋越神明宮の春鍬祭（玉村町）
- 渋川へそ祭り（渋川市）
- 高崎まつり（高崎市）
- 桐生八木節まつり（桐生市）
- くろほね夏まつり（桐生市）
- 新里まつり（桐生市）
- 尾島ねぷた（太田市）

- 大胡祇園まつり
- 桐生八木節まつり

## 地域別

### 中毛

#### 前橋地区
- 前橋市 - 群馬県庁32階展望ホール、るなぱあく、赤城山、大徳寺、ぐんまフラワーパーク、前橋公園、赤城神社 (前橋市富士見町赤城山)、グリーンドーム前橋、大沼、敷島公園、林牧場福豚の里とんとん広場、臨江閣、大室公園、広瀬川、前橋市児童文化センター、産泰神社、嶺公園、覚満淵、赤城南面千本桜、世界の名犬牧場、上野総社神社、道の駅ぐりーんふらわー牧場・大胡、道の駅ふじみ、前橋初市まつり、前橋七夕まつり、大胡祇園まつり、前橋まつり、前橋大酉祭

- 赤城山
- 赤城神社 (前橋市富士見町赤城山)
- 上野総社神社

#### 伊勢崎地区
- 伊勢崎市 - 華蔵寺公園、雷電神社 (伊勢崎市境伊与久)、小泉稲荷神社、田島弥平旧宅、千本木龍頭神舞
- 玉村町 - 道の駅玉村宿、樋越神明宮の春鍬祭

- 華蔵寺公園
- 田島弥平旧宅

#### 渋川地区
- 渋川市 - 伊香保温泉、水沢観音、伊香保神社、渋川スカイランドパーク、伊香保ロープウェイ、上州物産館、竹久夢二伊香保記念館、ハワイ王国公使別邸、ハラミュージアムアーク、伊香保関所跡、徳富蘆花記念文学館、赤城自然園、スカイテルメ渋川、小野上温泉、ユートピア赤城、白井宿、小野池あじさい公園、道の駅こもち、渋川へそ祭り
- 吉岡町 - 伊香保おもちゃと人形自動車博物館、命と性ミュージアム、道の駅よしおか温泉
- 榛東村 - 地球屋ハルナグラス

- 伊香保温泉

### 西毛

#### 高崎・安中地区
- 高崎市 - 榛名神社、榛名山、榛名湖、高崎白衣大観音、達磨寺、高崎市役所展望ロビー、箕輪城址、榛名山ロープウェイ、高崎温泉さくらの湯、高崎市タワー美術館、群馬音楽センター、榛名高原、高崎市山田かまち美術館、三ツ寺公園、上毛野はにわの里公園・かみつけの里博物館、高崎市美術館、高崎公園、徳明園、高崎城址、観音山公園、慈眼寺、箕郷梅林、道の駅くらぶち小栗の里、高崎映画祭、高崎まつり
- 安中市 - 碓氷第三橋梁、妙義山、磯部温泉、見晴台、アプトの道、羊神社、横川駅、碓氷湖、霧積温泉、熊野神社、碓氷峠鉄道文化むら、碓氷関所

- 高崎白衣大観音
- 榛名湖と榛名富士
- 碓氷峠鉄道文化むら

#### 藤岡地区
- 藤岡市 - 桜山、猪ノ田温泉、神流湖、高山社跡、道の駅ららん藤岡、道の駅上州おにし
- 神流町 - 神流町恐竜センター、神流川
- 上野村 - 上野スカイブリッジ、諏訪山、不二洞、道の駅上野

- 桜山

#### 富岡地区
- 富岡市 - 群馬サファリパーク、富岡製糸場、妙義神社、群馬県立自然史博物館、妙義山、一之宮貫前神社、道の駅みょうぎ
- 下仁田町 - 神津牧場、妙義山さくらの里、日暮山、荒船山、荒船風穴、道の駅しもにた
- 甘楽町 - こんにゃくパーク、紅葉山公園、道の駅甘楽
- 南牧村 - 南牧三名瀑(三段の滝・線ヶ滝・象ヶ滝)、道の駅オアシスなんもく

- 一之宮貫前神社
- 神津牧場

### 北毛

#### 利根地区
- 沼田市 - 吹割の滝、老神温泉、白沢高原温泉、榛名神社、沼田城址、たんばらスキーパーク、須賀神社、迦葉山龍華院、沼田の河岸段丘、正覚寺、片品渓谷、南郷温泉しゃくなげの湯、三峰山、群馬県立森林公園21世紀の森、たんばらラベンダーパーク、道の駅白沢
- みなかみ町 - 土合駅、谷川岳・谷川岳ロープウェイ、水上温泉郷、猿ヶ京温泉、谷川岳天神平スキー場、法師温泉、諏訪峡、月夜野びーどろパーク、奈良俣ダム、照葉峡、赤谷湖、水上高原スキーリゾート、名胡桃城址、ノルン水上スキー場、一ノ倉沢、清流公園、奥利根スノーパーク、裏見の滝、矢木沢ダム、水上宝台樹スキー場、月夜野ホタルの里、大穴スキー場、道の駅たくみの里、道の駅月夜野矢瀬親水公園、道の駅みなかみ水紀行館、New Acoustic Camp
- 片品村 - 日光白根山、花咲の湯、丸沼高原スキー場、かたしな高原スキー場、丸沼、尾瀬、四季の森ホワイトワールド尾瀬岩鞍、武尊山、菅沼、日光白根山ロープウェイ、至仏山、武尊牧場、スノーパル・オグナ武尊
- 川場村 - 川場温泉、川場スキー場、吉祥寺、塩河原温泉、道の駅川場田園プラザ
- 昭和村 - 道の駅あぐりーむ昭和

- 水上温泉郷

#### 吾妻地区
- 中之条町 - 四万温泉、奥四万湖、四万の甌穴、四万川、柳屋遊技場、尻焼温泉、沢田農産物直売所、沢渡温泉、善福寺、日向見薬師堂、しゃくなげの滝、四万湖、チャツボミゴケ公園、野反湖、六合赤岩、道の駅霊山たけやま、道の駅六合、中之条ビエンナーレ
- 長野原町 - 浅間牧場、川原湯温泉、吾妻渓谷、軽井沢スノーパーク、浅間大滝、北軽井沢スウィートグラス、道の駅八ッ場ふるさと館
- 草津町 - 草津温泉、草津白根山、嫗仙の滝、西の河原公園、志賀草津道路、光泉寺、草津温泉スキー場、草津ビジターセンター、草津熱帯圏、白根火山ロープウェイ、草津温泉プール＆温泉館テルメテルメ、草津片岡鶴太郎美術館、道の駅草津運動茶屋公園、草津国際音楽アカデミー&フェスティバル
- 東吾妻町 - 吾妻渓谷、薬師温泉、箱島湧水、岩櫃城址、道の駅あがつま峡
- 嬬恋村 - 万座温泉、軽井沢おもちゃ王国、鬼押出し園、万座ハイウェー、浅間山、万座温泉スキー場、鬼押ハイウェー、嬬恋村のキャベツ畑、嬬恋牧場、愛妻の丘、パルコール嬬恋スキーリゾート、大笹宿、アサマ2000パーク、本白根山、浅間ハイランドパーク、鹿沢スノーエリア、鎌原観音堂、浅間高原しゃくなげ園、キャベツ畑の中心で妻に愛を叫ぶ
- 高山村 - ロックハート城、群馬県立ぐんま天文台、道の駅中山盆地

- 四万温泉
- 草津白根山

### 東毛

#### 桐生地区
- 桐生市 - 桐生が岡動物園、桐生が岡遊園地、ぐんま昆虫の森、宝徳寺、カリビアンビーチ、桐生西宮神社、水沼駅温泉センター、梨木温泉、桐生新町、桐生八木節まつり、新里まつり、くろほね夏まつり、きりゅう映画祭、桐生ファッションウィーク
- みどり市 - わたらせ渓谷鐵道（神戸駅など）、みどり市立富弘美術館、草木湖、高津戸峡、貴船神社、岩宿遺跡、かたくりの湯、小平鍾乳洞

- 桐生西宮神社
- 草木湖

#### 太田・館林地区
- 太田市 - ぐんまこどもの国、ジャパンスネークセンター、大光院、三日月村、正法寺、世良田東照宮、冠稲荷神社、新田金山城・新田神社、太田天神山古墳、スバルビジターセンター、尾島ねぷた、太田市やぶ塚かかし祭り
- 館林市 - 茂林寺、製粉ミュージアム、城沼、多々良沼、善導寺、つつじが岡公園、群馬県立館林美術館
- 板倉町 - 雷電神社、渡良瀬遊水地、群馬の水郷、頼母子のシダレザクラ、栃木・群馬・埼玉の三県境
- 明和町 - 川俣事件関連史跡
- 千代田町 - 利根大堰
- 大泉町 - 小泉城址
- 邑楽町 - シンボルタワー 未来MiRAi

- 大光院
- 茂林寺
- 小泉城址